# Centro italiano studi ufologici
Il Centro italiano studi ufologici (noto anche con l'acronimo CISU) è un'associazione privata senza scopo di lucro per la raccolta di segnalazioni relative ad avvistamenti UFO.

## Storia
L'associazione è nata nel dicembre 1985 da una scissione dal Centro ufologico nazionale operata da un gruppo di soci fondatori tra cui Paolo Toselli, Giampaolo Grassino ed Edoardo Russo. Dopo un lungo periodo di freddezza, c'è stato tra le due associazioni un riavvicinamento con l'avvio di un rapporto di collaborazione ed entrambe sono oggi considerate le due maggiori associazioni ufologiche italiane.

## Obiettivi
Gli obiettivi dell'associazione sono la diffusione delle informazioni sull'argomento UFO e la raccolta e catalogazione delle testimonianze sugli avvistamenti. L'associazione si propone di studiare gli UFO in modo razionale, documentato e basato il più possibile su procedure scientifiche, avendo come proprio modello il GEPAN francese. Il CISU definisce il proprio approccio alla materia come filo-scientifico o critico e per questo motivo ha avuto anche l’attenzione del CICAP, con cui ha organizzato incontri e conferenze.
Per facilitare l'esecuzione delle indagini ufologiche secondo procedure standardizzate, il CISU ha pubblicato un manuale di metodologia d'indagine ufologica, che fornisce indicazioni su come raccogliere dati sugli avvistamenti, determinare la credibilità del testimone, accertare se l'evento si è verificato o meno e in caso positivo come si è verificato. Dal 2001 il CISU adotta il codice etico di comportamento in ufologia elaborato in Gran Bretagna dalla UFO Investigation Network (UFOIn) e condiviso dalle maggiori associazioni ufologiche.

## Struttura
Vi sono due livelli associativi, socio e collaboratore; ci si può iscrivere come collaboratore e si può diventare socio successivamente, con parere favorevole del consiglio direttivo. Attualmente vi sono circa 60 soci e circa 300 collaboratori che si interessano di ufologia nel tempo libero. Il CISU ha una sede centrale a Torino e una rete territoriale formata da cinque sedi locali in altrettante regioni e da circa trenta rappresentanti locali provinciali distribuiti in tutto il territorio nazionale. L'associazione ha un sito internet ufficiale; diverse sedi locali e rappresentanti provinciali dispongono anch'essi di siti internet. L'archivio ufologico del CISU si trova nella sede centrale di Torino ed ha assorbito quello preesistente del CUN fino al 1985, prima gestito dalla sezione torinese del CUN, passata al CISU al momento della sua fondazione. L'archivio, comprendente più di 25.000 casi di UFO per l'Italia, è il più grande d’Italia e uno dei più grandi d'Europa.

## Attività principali
- Indagini sulle segnalazioni: vengono effettuate dai membri dell'associazione e costituiscono il punto di partenza per eventuali approfondimenti.
- Archiviazione: consiste nella raccolta e nella catalogazione dell'insieme delle informazioni relative agli UFO; il materiale costituisce la Banca dati ufologica ed è comprensivo di libri, testi scientifici, rapporti e relazioni, notizie di stampa, riviste e pubblicazioni, supporti fotografici, audio, video e software.
- Promozione studi: questa attività si occupa di analizzare le informazioni raccolte sugli avvistamenti per arrivare a una conclusione sulla loro natura; vengono usati modelli teorici statistico-matematici.
- Diffusione: l'associazione organizza convegni, dibattiti, partecipazioni radiotelevisive, servizi giornalistici e seminari dedicati alle sue attività. Queste manifestazioni sono organizzate sia a livello centrale che su base locale. Dal 1986 si svolge annualmente un convegno nazionale, mentre a livello locale si organizzano conferenze, incontri e mostre fotografiche.
- Informazione per il pubblico: l'associazione pubblica due riviste (UFO-Rivista di informazione ufologica e Cielo insolito) e una collana di monografie. Inoltre cura un bollettino telefonico, UFOTEL, la mailing list Ufoitalia e una serie di siti internet.
- Informazione per gli iscritti: gli associati ricevono il bollettino informativo Notizie CISU (già Notizie UFO) che riporta le attività svolte dai soci e collaboratori dell’associazione; possono inoltre usufruire di diverse mailing list su tematiche specifiche.

Ai convegni nazionali annuali organizzati dal CISU hanno partecipato come relatori esponenti del mondo scientifico e universitario, giornalisti scientifici, ufologi italiani e stranieri di orientamento razionale. Il CISU inoltre collabora con la rivista Focus per la realizzazione di articoli e numeri speciali dedicati agli UFO.

### Rapporti con altre organizzazioni
Il CISU mantiene contatti con le principali organizzazioni ufologiche estere; dal 1988 è stato "full member" dell'International Committee for UFO Research (ICUR), organizzazione fondata nel 1979 e cessata nel novembre 1999, comprendente prestigiose organizzazioni ufologiche come CUFOS, MUFON e BUFORA. Nel 2005 il CISU è stato fra i promotori dell'European UFO Network (EuroUFONet), che comprende una decina di associazioni ufologiche francesi, belghe, spagnole, tedesche, spagnole, danesi, norvegesi e svedesi.
Nel 2000 il CISU ha messo a disposizione delle altre organizzazioni ufologiche italiane il proprio archivio. Il manuale di metodologia d'indagine ufologica e il codice etico adottati dal CISU sono stati successivamente condivisi anche dal Centro Ufologico Nazionale, nel quadro della collaborazione avviata dalle due associazioni.
Insieme al Centro Ufologico Nazionale, il CISU è l'unica associazione ufologica italiana accreditata presso il Ministero della difesa per l'accesso ai dati relativi all'esito delle indagini ufologiche non classificate effettuate dall'Aeronautica Militare italiana.

## Pubblicazioni

### Riviste
- UFO-Rivista di informazione ufologica è una rivista quadrimestrale di 48 pagine in formato cartaceo, edita dal 1986, che contiene notizie sui principali avvenimenti ufologici italiani ed esteri, analisi dei principali aspetti dell’ufologia contemporanea e resoconti dei principali avvistamenti italiani indagati direttamente dal CISU. La rivista, destinata all'utenza non specialistica, è distribuita gratuitamente ai soci, ma anche i non soci possono riceverla sottoscrivendo l’abbonamento.[20]
- Cielo insolito è una rivista di storiografia ufologica con periodicità quadrimestrale, che tratta della storia dell’ufologia e dei fenomeni UFO e si rivolge principalmente agli studiosi del settore ufologico.

In passato l'associazione pubblicava anche le riviste UFO-Rassegna Casistica e UFO-Forum, oggi chiuse a causa della diffusione di internet.  

### Monografie e libri
Il CISU pubblica una collana di monografie denominata Documenti UFO. Tramite la Cooperativa Editoriale UPIAR cura inoltre la pubblicazione di libri di argomento ufologico e paraufologico.

## Omaggi letterari e presenza nella cultura di massa
Nel romanzo Ufo 78 (2022) del collettivo di scrittori Wu Ming, ambientato nell'anno 1978, agisce un sodalizio ufologico torinese denominato GRUCAT (Gruppo Ricercatori Ufologici e Clipeologici Associati Torino). Per descriverne metodologie, attività e prese di posizione gli autori si sono ispirati all'allora sezione torinese del CUN da cui sarebbe nato il CISU. Nella fase di ricerca ed elaborazione i Wu Ming si sono avvalsi delle testimonianze dirette di membri storici del CISU come Giampaolo Grassino e Paolo Fiorino. Membri del CISU hanno preso parte a diverse presentazioni del romanzo.